# Piotr Krasnov
Piotr Nikoláyevich Krasnov (en ruso: Пётр Никола́евич Красно́в; 22 de septiembre [10 según el calendario juliano] de 1869 - 16 de enero de 1947) fue un atamán cosaco, teniente-general (desde el 1917) del Ejército Imperial Ruso. Pertenece a la familia Krasnov, antigua y tradicional dinastía cosaca que tiene sus orígenes desde la formación misma del Estado ruso en el siglo XIV.
Como uno de los líderes cosacos del Don y del norte del Cáucaso, fue ascendido a teniente-general del ejército ruso cuando estalló la revolución de 1917, posteriormente fue uno de los líderes del movimiento blanco contrarrevolucionario y 
colaboracionista nazi que movilizó a las 
fuerzas cosacas en la 1.ª División de Caballería Cosaca para luchar contra la Unión Soviética durante la Segunda Guerra Mundial.
Acusado de traición, fue condenado a muerte por el Colegio Militar de la Corte Suprema de la URSS, acabando siendo ajusticiado en la horca.

## Biografía

### Carrera militar
Cosaco originario del stanitsa Karguínskaya. Nació el 12 de julio de 1869 en San Petersburgo, Rusia, donde su padre, teniente general del Estado Mayor del Ejército, Nikolái Ivánovich Krasnov se desempeñaba como oficial de la Dirección General del Ejército Irregular Cosaco. Piotr Krasnov creció y estudió en San Petersburgo; la educación básica recibió en su domicilio. En año 1880 ingresó en el Gimnasium N.º 1 de San Petersburgo. Al quinto año solicitó el traslado al Cuerpo de Cadetes Aleksándrovski, donde ingresó como aspirante, y posteriormente fue aceptado en la Escuela de Infantería Pávlovskoye. Terminó sus estudios en esa Escuela, egresado con rango de oficial (5 de diciembre de 1888), su nombre está escrito con letras de oro en la tabla memorial de la institución por sus brillantes logros como alumno.
En año 1889, siendo jorunzhi, rango tradicional cosaco, del regimiento de cosacos del Don, es enviado en comisión de servicio al regimiento Leib-Guardia del Atamán; en año 1892 ingresa a la Academia del Estado Mayor del Ejército y un año después regresa al mismo regimiento. En año 1897 es el comandante del destacamento (compuesto en su totalidad por cosacos del regimiento Leib-Guardia del Atamán) en la misión del Imperio ruso en Abisinia. Galardonado por el Emperador de Abisinia, Menelik con el Orden La Estrella de 3.º Grado.
Entre 1899 y 1900, se desempeñó como comandante de sotnia (escuadrón cosaco, compuesta por cien hombres) en su regimiento. En septiembre del año 1901 fue enviado por el Ministerio de Defensa en comisión de servicio al Lejano Oriente en labores de inteligencia a China, Japón, India y Manchuria. En el año 1902 fue enviado en comisión de servicio a Transcaucasia con la misma misión, específicamente en la frontera con Turquía y Persia.

### Guerra ruso-japonesa
En 1904, durante el conflicto de Rusia con Japón, Piotr Nikoláyevich Krasnov solicita ser enviado al frente, donde se desempeña como corresponsal de guerra del diario oficial del Ejército. En el mismo periodo, por su participación en combates fue galardonado con La Orden de Santa Ana de cuarta clase junto con una mención “Al Valor”, y también con la Orden de San Vladimiro de cuarta clase. Entre 1906 y 1908 fue alumno de Escuela de Oficiales de Caballería, y al término del curso en esta le encomendaron el cargo de Jefe del Departamento Cosaco de la misma. En año 1910, ya como coronel, Piotr Nikoláyevich Krasnov recibió el nombramiento como comandante del Primer Regimiento Siberiano, ubicado en las montañas del Pamiro.

### Primera Guerra Mundial
En 1913, Krasnov fue comandante del Décimo Regimiento Cosaco del Don. Al mando de éste, en el año siguiente fue enviado al frente durante la Primera Guerra Mundial. Ya tres meses después por su destacable participación en combates es ascendido al grado de general-mayor. Desde el noviembre de 1914, es el comandante de la Primera División Cosaca del Don. Posteriormente está al mando de la Primera División Cosaca de Kuban y de la Segunda División Cosaca Unificada. Durante los combates en la Primera Guerra Mundial, Krasnov fue herido,  pero demuestra desempeño y conocimientos militares excepcionales, liderazgo y heroísmo personal.

### Revolución de febrero de 1917
Mientras se encontraba en el frente de guerra, recibe noticias sobre la Revolución de febrero de 1917; mantiene las esperanzas sobre la posibilidad de que se establezca la monarquía constitucional. Despreciando los valores liberales de Aleksandr Kérenski, Piotr Nikoláyevich Krasnov participa en la contrarrevolución liderada por el atamán cosaco Lavr Kornílov. Posteriormente, durante el golpe y la revuelta de octubre de 1917, de todas formas ofrece apoyo y cooperación al depuesto presidente del Gobierno provisional ruso Kérenski, manifestando: “aunque con el diablo mismo pero en contra de los bolcheviques”. El intento de Krasnov y Kérenski de tomar por asalto a la ciudad de Petrogrado se frustra - Aleksandr Kérenski se da a la fuga y abandona el país; Piotr Krasnov fue apresado por los bolcheviques, pero debido a las presiones ejercidas por las comunidades cosacas, posteriormente fue dejado en libertad.

### Lucha antibolchevique

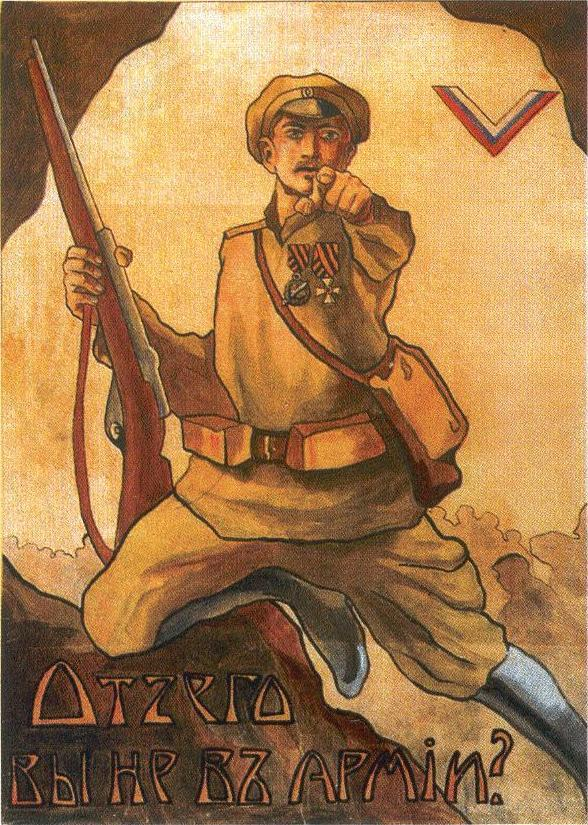
Cartel del ejército de voluntarios.

Piotr Nikoláyevich Krasnov regresa a la región cosaca del Don, donde poco después del levantamiento contrarrevolucionario cosaco fue elegido y nombrado por la comunidad regional como Atamán del Ejército Cosaco del Don. Poco más tarde, sin contar con el apoyo y a la vez ignorando las órdenes del general Antón Denikin, inicia la lucha armada abierta en contra de los bolcheviques.
Al igual que sus compatriotas cosacos, Krasnov juró a la bandera del Imperio ruso y lealtad absoluta al zar. Puesto que después de las revueltas sangrientas de febrero de 1917 el mismo zar Nicolás II abdicó del trono y el Imperio mismo empezó a desmoronarse, los cosacos ya no se sentían obligados a seguir los intereses internos de los rusos. Los numerosos partidos políticos de la época se esforzaban por llegar al poder y dominar lo que quedaba del Imperio ruso.

### República cosaca

Bandera de la República Cosaca, mayo de 1918

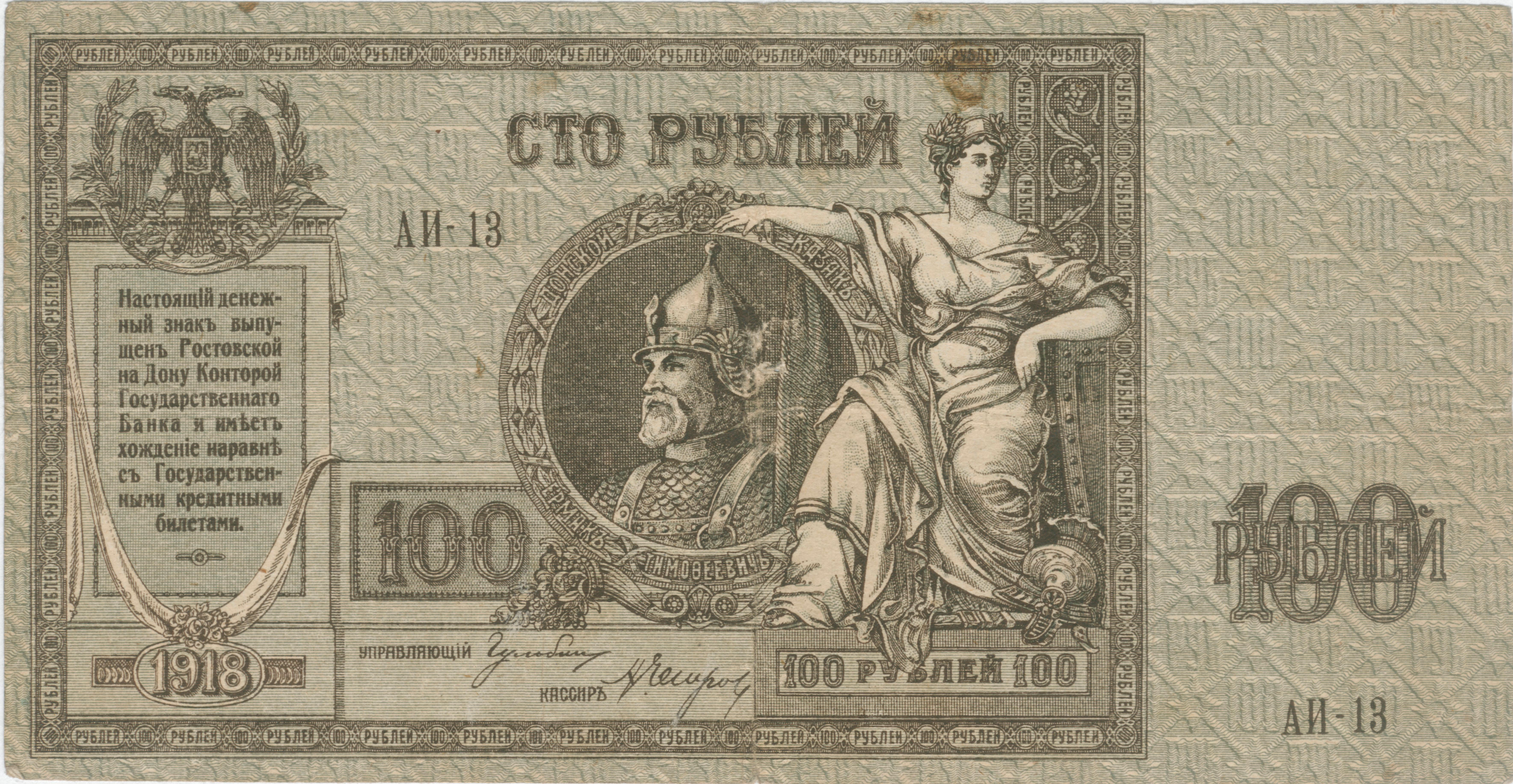
Billete de 100 Rublos cosacos, 1918

Considerando lo anterior y bajo la dirección de Piotr Krasnov, atamán de la República del Don, la comunidad cosaca intentó nuevamente construir su propia República Cosaca independiente - la unión de los cosacos del Don y de Kubán.
En pleno desarrollo de la guerra civil rusa, el 17 de mayo de 1918, se proclamó la República Cosaca, con estatutos, Constitución, Parlamento y sistema político administrativo de un estado federal. El atamán Piotr Krasnov fue elegido como el primer presidente de la República Cosaca (1918-1919). La república incluía 10 provincias con la capital en ciudad de Novocherkask. La bandera oficial del estado fue compuesta por tres colores, representando simbólicamente las tres naciones principales de esta República Cosaca: cosacos - azul; tártaros y kalmukos - amarillo; rusos - rojo. Finalmente terminaron siendo brutalmente aplastados (1921), ya que los líderes rusos mencheviques y del Ejército Blanco compuesto fundamentalmente por los monárquicos rusos, se opusieron ferozmente a cualquier indicio de movimiento independentista. Simultáneamente fueron atacados de forma permanente y constante por las tropas del Ejército Rojo de los bolcheviques.

### Exilio
Como resultado de las intrigas internas en el círculo de oficiales de la Guardia Blanca (Ejército Blanco) y falta de unidad de los altos mandos cosacos en la toma de decisiones, Krasnov ofrece su renuncia al cargo y posteriormente (en marzo de 1920) emigra a Alemania. En 1923, se traslada a Francia donde se dedica completamente a la literatura, escribe obras literarias y numerosas novelas (entre otras - Desde el águila bicéfala hasta la bandera roja, 1922). Las obras de Krasnov fueron traducidas a varios idiomas europeos. En 1926, fue nominado al Premio del Nobel de Literatura (uno de los promotores de esta nominación era Vladímir Frántsev, uno de los más destacados filólogos e historiógrafos de literatura de Rusia). En abril de 1936, Krasnov regresó a Alemania (país de origen de su esposa) y residió en una villa cercana a Berlín.

“Mirando al pasado, no puedo evitar de prever que el futuro de Rusia será maravilloso. Pasarán al olvido los años de la tempestad, tal como ocurrió en el pasado. Rusia resucitará y será más bella que antes – porque el pueblo ruso está lleno de héroes.” Piotr N. Krasnov

### Segunda Guerra Mundial
En 1922, anhelando la idea de la monarquía en Rusia y meditando sobre el futuro de la comunidad cosaca,  Piotr Krasnov demostró su criterio personal cosaco, el mismo que mantuvo durante toda su vida: “…Los cosacos no tienen en su mente la autonomía o la fantasía de una vida ilusoria sin Rusia, sino la presencia en Rusia de un líder coronado y justo, capaz de pacificar nuestros pueblos y establecer la verdad y orden en la Santa Rusia…”. En 1940, en vísperas de invasión alemana a la Unión Soviética, Krasnov escribe: “Los cosacos y sus comunidades pueden ser autónomos y gobernados por sus atamanes y Krugs (parlamentos cosacos) solamente siempre y cuando exista Rusia. Entonces, todos nuestros esfuerzos, objetivos y trabajo deben ser apuntados en dirección y sentido a que en lugar de la URSS se restablecerá la Rusia de siempre.”
Durante su emigración, posterior al inicio de la Segunda Guerra Mundial, P.N. Krasnov, encabezó la Dirección General Cosaca. Participó activamente en la fundación del Stan Cosaco (Estado Cosaco en el exilio; en alemán: Kosakenlager), ofreciendo apoyo y ayuda necesaria para su funcionalidad efectiva en asuntos de la emigración cosaca en Europa.

### Prisionero de guerra
Cuando los nazis comenzaron con la invasión de la Unión Soviética, Krasnov, que había tomado el camino del exilio luego de la derrota del Ejército Blanco contra los bolcheviques, ya llevaba veinte años en el exilio escribiendo obras literarias, traducidas posteriormente a 20 idiomas. En 1941, cuando Alemania invadió a la Unión Soviética, Krasnov percibió en esto una posibilidad secuencial y lógica de participar en la lucha contra el viejo enemigo – el comunismo. Para ese entonces ya era un hombre viejo, un anciano, pero esto no le impidió volver a la lucha. En el momento de su rendición ante las fuerzas británicas, Krasnov cumplió 77 años. Sin embargo, entregó su reputación al movimiento cosaco, preocupado por el destino de numerosos representantes de la comunidad cosaca en el exilio en los tiempos de postguerra - civiles, militares, hombres y mujeres, ancianos y niños. P.N.Krasnov se unió al Ejército de Dománov aproximadamente un mes antes de su rendición. Al parecer, Krasnov negoció con los ingleses que se rendirían con una sola condición: no ser entregados a los soviéticos. Los británicos incumplieron su promesa, cumpliendo los pactos secretos de Yalta entre Churchill y Stalin.

## Juicio y condena
Poco tiempo después de ser entregados a las autoridades soviéticas, Piotr Krasnov junto con Andréi Shkuró y otros atamanes cosacos, fueron enjuiciados por traición a la patria y colaboración con el enemigo, siendo condenado por la comisión militar del Tribunal Supremo de la URSS a la pena de muerte y ejecutado por ahorcamiento en la cárcel de Lefórtovo, en enero del 1947. La legalidad de estas condenas y ejecuciones hasta ahora son objeto de discusiones - numerosas organizaciones cívicas y jurídicas de Rusia actual consideran éstas ilegales, siendo que Krasnov al igual que el resto de los ejecutados nunca fueron ciudadanos soviéticos de la URSS y no cometieron delito imputado alguno. Específicamente Krasnov los últimos años de su vida era el ciudadano de Alemania, con el pasaporte de este país y cumplía funciones administrativas/cívicas (no militares) como líder indiscutible de la Comunidad Cosaca en el exterior en su totalidad y sin distinción - hombres y mujeres, civiles y militares.
Un día antes de su ejecución tuvo la posibilidad de encontrarse con su primo-nieto Nikolái Krasnov, también apresado y posteriormente enviado a los campos de concentración soviéticos del Gulag en Siberia. Piotr Nikoláyevich Krasnov, octogenario y enfermo atamán cosaco, dirige sus últimas palabras a su primo-nieto: “Pase lo que pase – jamás te atrevas a odiar a Rusia, tu Patria. Ni ella, tu Patria, ni el pueblo ruso tienen culpa alguna en las desgracias y penas que acaecían sobre esta tierra...”. Hasta ahora nunca se encontraron los restos de Krasnov, tampoco su lugar de entierro, al igual que los de ninguno de los otros oficiales cosacos ejecutados junto a él.

## Monumento en Rusia
En 4 de agosto de 2007 en Rusia, en la stanitsa Elánskaya, fue inaugurado el polémico monumento al atamán histórico cosaco, Piotr Nikoláyevich Krasnov. La realización de este proyecto en reconocimiento a su persona fue financiado completamente por los aportes populares de los cosacos de todas las regiones de Rusia.

## Descendientes
Prácticamente todos los familiares de Piotr Nikoláyevich Krasnov, militares y civiles fueron capturados luego del fin de la Segunda Guerra Mundial, por los organismos de inteligencia soviéticos. Varios de ellos fueron condenados a muerte por el Tribunal Supremo de la URSS y otros tantos enviados a campos de trabajos forzados. En la actualidad, el único sobreviviente y familiar directo de la dinastía Krasnov es Miguel Krassnoff, hijo de Semión Krasnov y nieto de Piotr N. Krasnov, Brigadier del Ejército de Chile, quien fue también procesado y condenado por violaciones a los derechos humanos y desaparición de opositores durante el régimen de Augusto Pinochet.